# 三菱重工エンジニアリング
三菱重工エンジニアリング株式会社（みつびしじゅうこうエンジニアリング、英文社名：Mitsubishi Heavy Industries Engineering, Ltd.）は、化学プラント、交通システム製品、環境製品等を製造していた三菱重工グループの企業である。三菱重工業の完全子会社。

## 概要
2017年8月14日にMHIプラント交通システムズ株式会社として設立され、2018年1月1日付で三菱重工業の化学プラント、交通システムおよび環境設備に係るエンジニアリング事業を承継して発足、同時に三菱重工エンジニアリング株式会社に社名変更した。
2023年4月1日付で吸収分割により三菱重工業に事業を統合し、法人はMHIエンジニアリング株式会社に社名変更した。
事業拠点は兵庫県神戸市および広島県三原市にあり、三原地区には総合交通システム検証施設として「MIHARA試験センター」を有している。

## 交通システム製品の納入実績
超低床型路面電車「JTRAM」
- 広島電鉄5200形電車

AGT（新交通システム）車両
- ゆりかもめ7500系電車
- 東京都交通局330形電車
- 埼玉新都市交通2020系電車
- 広島高速交通7000系電車

懸垂式モノレール車両
- 千葉都市モノレール0形電車